# Meanwhile in Burbank...
Meanwhile in Burbank... è il primo EP del gruppo musicale statunitense Stone Sour, pubblicato il 18 aprile 2015 dalla Roadrunner Records.

## Il disco
Pubblicato in concomitanza con l'annuale Record Store Day, si tratta di un EP costituito da cinque reinterpretazioni di brani originariamente realizzati da artisti appartenenti alla scena heavy metal degli anni settanta e ottanta, quali Judas Priest, Kiss e Metallica.
Meanwhile in Burbank... segna inoltre la prima pubblicazione degli Stone Sour con il chitarrista Christian Martucci e il bassista Johny Chow in qualità di componenti stabili, dopo essere stati membri temporanei rispettivamente dal 2012 e dal 2014.

## Tracce
1. We Die Young – 2:33 – originariamente interpretata dagli Alice in Chains
2. Heading Out to the Highway – 3:48 – originariamente interpretata dai Judas Priest
3. Love Gun – 3:31 – originariamente interpretata dai Kiss
4. Creeping Death – 6:35 – originariamente interpretata dai Metallica
5. Children of the Grave – 4:47 – originariamente interpretata dai Black Sabbath

## Formazione
- Corey Taylor – voce
- Josh Rand – chitarra
- Christian Martucci – chitarra
- Johny Chow – basso
- Roy Mayorga – batteria